# 西原町立西原中学校
西原町立西原中学校（にしはらちょうりつ にしはらちゅうがっこう）は、沖縄県中頭郡西原町にある公立（町立）中学校。

## 通学区域
字幸地、棚原、徳佐田、森川、千原、上原、翁長、呉屋、津花波、桃原、池田、小橋川(210の1、210の57～78、210の80、210の83、227～229、244～251、260～263の7、264～268、280～282、286、287番地のみ)、安室(199～207、209番地を除く)、小波津(477の1、532の2、533～682番地を除く)

## 出身著名人
- 上原慎也-サッカー選手